# صداهای یانی
صداهای یانی (به انگلیسی: Yanni Voices) مجموعه‌ای از ۱۴ آلبوم و ۵ دی‌وی‌سی از کنسرت‌های یانی است که به صورت زنده در قاره آمریکا در سال ۲۰۰۹ برگزار شده و در ۲۴ آگوست ۲۰۰۹ منتشر شده‌است.

## نوازندگان
- چارلی آدامز (درام)
- بندیکت (ویلون)
- آن ماری کالهون (ویلون)
- آپریل کاپ (ابوا)
- جیسون کاردر (ترومپت)
- لورن چیپمن (ویولا)
- یوئل دل سول (پرکاشن)
- ویکتور ایسپینولا (چنگ)
- مینگ فریمن (ساز کلیدی)
- سزار لموس (گیتار)
- لونا گلر (ویولا)
- کری هوگس (ترومپت)
- جیمز ماتوس (کر)
- آرمن موسسیان (ویلون)
- سارا اوبراین (ویلونسل)
- سیلویو ریچتو (ساز کلیدی)
- آنا استافورد (ویلون)
- دانا تبوئه (ترومپت)
- گابریل ویواس (گیتار بیس)
- اریکا والکزاک (ویلون)
- سمول یروینیان (ویلون)
- الکساندر ژیروف (ویلونسل)

## خوانندگان
- ناتان پاچکو
- اندر توماس
- لسلی میلز
- کلوی لاوری